# Pallacanestro Cantù 2010-2011
Questa voce raccoglie le informazioni riguardanti la Pallacanestro Cantù nelle competizioni ufficiali della stagione 2010-2011.

## Stagione
La Pallacanestro Cantù 2010-2011, per la prima volta sponsorizzata Bennet, prende parte per la 54ª volta al campionato professionistico italiano di pallacanestro di Serie A e all'Eurocup.
Per la composizione del roster si decise di optare per la scelta della formula con 6 giocatori stranieri (2 non comunitari FIBA e 4 comunitari).
L'esordio in gare ufficiali avviene il 17 ottobre all'Unipol Arena di Bologna in occasione della prima giornata del campionato di Serie A, con una sconfitta di misura contro la Virtus Bologna.
Chiude il girone di andata con 20 punti (10 vittorie e 5 sconfitte), classificandosi al 3º posto. Questo piazzamento le consente di qualificarsi alle Final Eight di Coppa Italia nella quale sconfigge prima l'Angelico Biella ai quarti, poi l'AIR Avellino in semifinale, infine si scontra con la Mens Sana Siena, uscendo sconfitta 76-72. Nel girone di ritorno, Cantù riesce a scavalcare l'Olimpia Milano, issandosi al 2º posto con 42 punti (22 vittorie e 8 sconfitte), due in più dei rivali corregionali meneghini, garantendosi così la partecipazione ai play-off.
Al primo turno si ritrova contro la Cimberio Varese, sconfitta dopo tre turni e altrettante vittorie (due al Mapooro Arena di Cucciago, in casa, una a Varese). In semifinale si scontra con l'Olimpia Milano: nelle due gare in casa Cantù si impone, ma Milano fa sua gara-3, la prima giocata ad Assago. Cantù, però, riesce a imporsi in gara-4 e vola in finale, dove affronta la Mens Sana Siena al meglio delle sette gare. La squadra toscana vince le prime due gare casalinghe, Cantù accorcia in gara-3, ma i biancoverdi riescono a vincere anche in casa dei biancoblu, per poi replicarsi in gara-5, di nuovo a Siena, conquistando così lo Scudetto.
In Eurocup viene eliminata nella regular season dopo essersi classificata al 3º posto con 3 vittorie e 3 sconfitte.

## Roster

### Staff tecnico e dirigenziale
- Allenatore: Andrea Trinchieri
- Vice-allenatore: Flavio Fioretti
- Assistente: Nicola Brienza
- Assistente: Federico Perego
- Preparatore Atletico: Roberto Bianchi
- Medico: Ezio Giani
- Medico: Marco Camagni
- Medico: Federico Casamassima
- Fisioterapista: Andrea Lanzi
- Fisioterapista: Christian Bianchi

- Presidente: Alessandro Corrado
- Vicepresidente: Luca Orthmann
- Amministratore Delegato: Luca Orthmann
- Direttore Sportivo: Bruno Arrigoni
- Team Manager: Daniele Della Fiori
- Addetto stampa: Luca Rossini
- Segreteria: Lorena Broggi
- Segreteria: Vincenzo Casamassima
- Resp.le sito Internet: Luca Rossini
- Resp.le statistiche Lega: Guido Corti
- Resp.le Settore Giovanile: Antonio Munafò
- Resp.le Tecnico Sett. Giovanile:	Gianni Lambruschi

## Mercato

### Sessione estiva
| Acquisti | Acquisti        | Acquisti         | Acquisti   |
| R.       | Nome            | da               | Modalità   |
| -------- | --------------- | ---------------- | ---------- |
| C        | Denis Marconato | Mens Sana Siena  | definitivo |
| P        | Jonathan Tabu   | Spirou Charleroi | definitivo |
| P        | Mike Green      | Liegi            | definitivo |
| A        | Marco Diviach   | S.C. Gira        | definitivo |
| A        | Edmunds Dukulis | VEF Rīga         | definitivo |

| Cessioni | Cessioni            | Cessioni        | Cessioni       |
| R.       | Nome                | a               | Modalità       |
| -------- | ------------------- | --------------- | -------------- |
| PG       | Giacomo Bloise      | Fulgor Omegna   | fine contratto |
| P        | Jerry Green         | BSG Ludwigsburg | fine contratto |
| P        | Anthony Giovacchini | N.B. Brindisi   | fine contratto |
| C        | Tautvydas Lydeka    | V.L. Pesaro     | fine contratto |

## Risultati

### Campionato

#### Regular season

##### Girone di andata
| Arbitri: | Sahin (Messina) Taurino (Modena) Caiazza (Arzano) |

|                                |            |                                    |
| Kemp 19 Poeta 16 Sanik'idze 11 | Punti      | 15 Green 13 Mark'oishvili 11 Micov |
| Amoroso, Poeta 3               | Assist     | 2 Green, Leunen, Mazzarino, Ortner |
| Sanik'idze 9                   | Rimbalzi   | 6 Ortner                           |
| Lino Lardo                     | Allenatori | Andrea Trinchieri                  |

| Arbitri: | Seghetti (Livorno) Filippini (Pisa) Quacci (Cura Carpignano) |

|                                             |            |                                 |
| Green, Leunen 16 Ortner 13 Mark'oishvili 12 | Punti      | 19 Perković 15 Milič 10 Rowland |
| Green 3                                     | Assist     | 4 Rowland                       |
| Ortner 10                                   | Rimbalzi   | 7 Drozdov, Perković             |
| Andrea Trinchieri                           | Allenatori | Tomo Mahorič                    |

| Arbitri: | Facchini (Massa Lombarda) Duranti (Cascina) Barni (Conegliano) |

|                                                     |            |                              |
| Traoré 16 Dašić, Washington 13 Đedović, Giachetti 9 | Punti      | 19 Micov 16 Leunen 14 Ortner |
| Dašić, Giachetti, Smith 3                           | Assist     | 6 Green                      |
| Dašić 6                                             | Rimbalzi   | 8 Leunen                     |
| Matteo Boniciolli                                   | Allenatori | Andrea Trinchieri            |

| Arbitri: | Cicoria (Milano) Lo Guzzo (Catanzaro) Crescenti (Messina) |

|                                         |            |                                |
| Leunen 19 Mark'oishvili 18 Mazzarino 16 | Punti      | 31 Zoroski 16 Fletcher 12 Hall |
| Mazzarino 5                             | Assist     | 5 D. Diener                    |
| Ortner 8                                | Rimbalzi   | 12 Hall                        |
| Andrea Trinchieri                       | Allenatori | Andrea Capobianco              |

| Arbitri: | Lamonica (Roseto degli Abruzzi) Pozzana (Udine) Quacci (Cura Carpignano) |

|                                     |            |                                              |
| Mark'oishvili 17 Ortner 16 Green 12 | Punti      | 24 Lavrinovič 12 McCalebb 8 Stonerook, Zīsīs |
| Mazzarino 5                         | Assist     | 3 McCalebb                                   |
| Green 8                             | Rimbalzi   | 7 Lavrinovič                                 |
| Andrea Trinchieri                   | Allenatori | Simone Pianigiani                            |

| Arbitri: | Cerebuch (Trieste) Giansanti (Roma) Bettini (Bologna) |

|                               |            |                                |
| Troutman 17 Dean 13 Thomas 12 | Punti      | 20 Mazzarino 14 Micov 13 Green |
| Troutman 9                    | Assist     | 1 sei giocatori                |
| Troutman 12                   | Rimbalzi   | Ortner                         |
| Francesco Vitucci             | Allenatori | Andrea Trinchieri              |

| Arbitri: | Facchini (Massa Lombarda) Martolini (Roma) Sardella (Rimini) |

|                                                |            |                                                       |
| Di Bella 15 Bowers, Jones 13 Garri, Williams 8 | Punti      | 11 Mark'oishvili, Micov 10 Mazzarino, Ortner 9 Leunen |
| Di Bella, Ere 2                                | Assist     | 2 Mazzarino                                           |
| Jones 12                                       | Rimbalzi   | 7 Leunen                                              |
| Stefano Sacripanti                             | Allenatori | Andrea Trinchieri                                     |

| Arbitri: | Filippini (Pisa) Barni (Conegliano) Lanzarini (Bologna) |

|                                     |            |                                 |
| Mark'oishvili 22 Leunen 20 Green 16 | Punti      | 27 White 14 Sacchetti 11 Hunter |
| Green, Leunen 7                     | Assist     | 5 Tsaldarīs                     |
| Leunen 7                            | Rimbalzi   | 10 Hunter                       |
| Andrea Trinchieri                   | Allenatori | Meo Sacchetti                   |

| Arbitri: | Taurino (Modena) Giansanti (Roma) Aronne (Viterbo) |

|                          |            |                                        |
| Ford 27 Ivanov 14 Ray 12 | Punti      | 24 Mazzarino 22 Green 17 Micov         |
| Cinciarini 4             | Assist     | 1 Green, Marconato, Mian, Ortner, Tabu |
| Ford 10                  | Rimbalzi   | 6 Leunen                               |
| Stefano Pillastrini      | Allenatori | Andrea Trinchieri                      |

| Arbitri: | Cicoria (Milano) Duranti (Cascina) Crescenti (Messina) |

|                            |            |                                  |
| Tabu 20 Micov 17 Ortner 13 | Punti      | 21 Lang 10 Diawara 8 Giovacchini |
| Leunen, Mazzarino 7        | Assist     | 4 Dixon                          |
| Ortner 7                   | Rimbalzi   | 6 Diawara, Lang                  |
| Andrea Trinchieri          | Allenatori | Giovanni Perdichizzi             |

| Arbitri: | Sabetta (Termoli) Lo Guzzo (Catanzaro) Filippini (Pisa) |

|                                 |            |                              |
| Viggiano 19 Salyers 13 Jurak 10 | Punti      | 21 Ortner 15 Micov 14 Leunen |
| Sosa 5                          | Assist     | 9 Green                      |
| Salyers 10                      | Rimbalzi   | 10 Ortner                    |
| Massimo Cancellieri             | Allenatori | Andrea Trinchieri            |

| Arbitri: | Taurino (Modena) Mattioli (Pesaro) Caiazza (Arzana) |

|                                |            |                                      |
| Mazzarino 19 Micov 12 Ortner 9 | Punti      | 15 Jaaber 12 Pečerov 8 Finley, Rocca |
| Leunen, Mazzarino 5            | Assist     | 4 Hawkins, Mancinelli                |
| Ortner 11                      | Rimbalzi   | 5 Rocca                              |
| Andrea Trinchieri              | Allenatori | Piero Bucchi                         |

| Arbitri: | Giansanti (Roma) Seghetti (Livorno) Capurro (Reggio Calabria) |

|                                      |            |                                          |
| Díaz 18 Collins, Cusin 14 Hackett 13 | Punti      | 15 Green 14 Tabu 10 Marconato, Mazzarino |
| Collins 3                            | Assist     | 4 Leunen                                 |
| Cusin, Hackett 6                     | Rimbalzi   | 4 Leunen                                 |
| Luca Dalmonte                        | Allenatori | Andrea Trinchieri                        |

| Arbitri: | Lamonica (Roseto degli Abruzzi) Sardella (Rimini) Filippini (Pisa) |

|                                           |            |                                            |
| Marconato 17 Ortner 12 Mazzarino, Tabu 10 | Punti      | 13 Toolson 12 Motiejūnas, Smith 10 Bulleri |
| Green 8                                   | Assist     | 4 Bulleri                                  |
| Leunen 8                                  | Rimbalzi   | 8 Smith                                    |
| Andrea Trinchieri                         | Allenatori | Jasmin Repeša                              |

| Arbitri: | Cicoria (Milano) Lo Guzzo (Catanzaro) Weidmann (Roma) |

|                            |            |                                           |
| Goss 26 Fajardo 12 Slay 10 | Punti      | 13 Micov 12 Green, Mazzarino 10 Marconato |
| Galanda 5                  | Assist     | 3 Green, Leunen, Micov, Tabu              |
| Fajardo, Slay 8            | Rimbalzi   | 10 Ortner                                 |
| Carlo Recalcati            | Allenatori | Andrea Trinchieri                         |

##### Girone di ritorno
| Arbitri: | Cerebuch (Trieste) Begnis (Crema) Quacci (Cura Carpignano) |

|                                              |            |                                                |
| Mazzarino 23 Leunen, Micov 12 Green, Tabu 10 | Punti      | 11 Winston 9 Koponen 8 Homan, Poeta, Sanikadze |
| Mazzarino 5                                  | Assist     | 4 Koponen                                      |
| Leunen 9                                     | Rimbalzi   | 7 Sanikadze                                    |
| Andrea Trinchieri                            | Allenatori | Lino Lardo                                     |

| Arbitri: | Chiari (Ancona) Giansanti (Roma) Vicino (Bologna) |

|                                        |            |                                         |
| Rowland 18 Milič 14 Foster, Sekulić 12 | Punti      | 14 Green 13 Leunen, Mazzarino 10 Ortner |
| Rowland 2                              | Assist     | 2 Green                                 |
| Sekulić 9                              | Rimbalzi   | 12 Leunen                               |
| Tomo Mahorič                           | Allenatori | Andrea Trinchieri                       |

| Arbitri: | Facchini (Massa Lombarda) Taurino (Modena) Crescenti (Messina) |

|                                         |            |                              |
| Green 18 Mazzarino 16 Leunen, Ortner 11 | Punti      | 18 Gordić 15 Dašić 12 Datome |
| Green 5                                 | Assist     | 9 Dašić, Washington          |
| Green 10                                | Rimbalzi   | 6 Crosariol, Dašić           |
| Andrea Trinchieri                       | Allenatori | Sašo Filipovski              |

| Arbitri: | Sabetta (Termoli) Lo Gozzo (Catanzaro) Lanzarini (Bologna) |

|                                     |            |                                       |
| Zoroski 20 Fletcher 16 D. Diener 14 | Punti      | 26 Mazzarino 17 Tabu 16 Mark'oishvili |
| Boscagin, Zoroski 2                 | Assist     | 5 Micov                               |
| Fletcher 7                          | Rimbalzi   | 10 Leunen                             |
| Andrea Capobianco                   | Allenatori | Andrea Trinchieri                     |

| Arbitri: | Sahin (Messina) Mattioli (Pesaro) Capurro (Reggio Calabria) |

|                                                  |            |                             |
| Raković 18 Hairston, Moss, Zīsīs 10 Lavrinovič 8 | Punti      | 13 Micov 11 Green 10 Leunen |
| Zīsīs 5                                          | Assist     | 5 Green                     |
| Lavrinovič 8                                     | Rimbalzi   | 8 Ortner                    |
| Simone Pianigiani                                | Allenatori | Andrea Trinchieri           |

| Arbitri: | Chiari (Ancona) Filippini (Pisa) Ramilli (Forlì) |

|                                           |            |                               |
| Green, Leunen 16 Tabu 14 Mark'oishvili 12 | Punti      | 23 Thomas 15 Green 14 Lauwers |
| Green 9                                   | Assist     | 6 Green                       |
| Leunen 8                                  | Rimbalzi   | 9 Thomas                      |
| Andrea Trinchieri                         | Allenatori | Francesco Vitucci             |

| Arbitri: | Facchini (Massa Lombarda) Lanzarini (Bologna) Vicino (Bologna) |

|                                 |            |                             |
| Micov 17 Mazzarino 14 Leunen 13 | Punti      | 19 Jones 17 Ere 16 Williams |
| Micov 8                         | Assist     | 4 Bowers                    |
| Leunen 8                        | Rimbalzi   | 7 Jones                     |
| Andrea Trinchieri               | Allenatori | Stefano Sacripanti          |

| Arbitri: | Sahin (Messina) Weidmann (Roma) Barni (Conegliano) |

|                                  |            |                                  |
| T. Diener 21 White 14 Plisnić 13 | Punti      | 17 Mazzarino 12 Ortner 11 Leunen |
| T. Diener 4                      | Assist     | 8 Micov                          |
| Plisnić 7                        | Rimbalzi   | 8 Leunen                         |
| Meo Sacchetti                    | Allenatori | Andrea Trinchieri                |

| Arbitri: | Taurino (Modena) Lo Guzzo (Catanzaro) Caiazza (Arzana) |

|                                     |            |                                     |
| Green 17 Leunen 15 Mark'oishvili 12 | Punti      | 14 Ford, Ivanov 10 Cinciarini 8 Ray |
| Ortner 4                            | Assist     | 2 Cavaliero 2                       |
| Micov 8                             | Rimbalzi   | 12 Ivanov                           |
| Andrea Trinchieri                   | Allenatori | Stefano Pillastrini                 |

| Arbitri: | Sabetta (Termoli) Duranti (Cascina) Lanzarini (Bologna) |

|                              |            |                                     |
| Roberson 21 Lang 14 Touré 13 | Punti      | 17 Green 15 Leunen 12 Mark'oishvili |
| Roberson 3                   | Assist     | 4 Green, Mazzarino                  |
| Touré 13                     | Rimbalzi   | 9 Urbutis                           |
| Luca Bechi                   | Allenatori | Andrea Trinchieri                   |

| Arbitri: | Mattioli (Livorno) Tola (Viterbo) Pinto (Treviso) |

|                                      |            |                                       |
| Ortner 22 Mazzarino 20 Green, Tabu 9 | Punti      | 19 Salyers 13 Jurak, Viggiano 11 Sosa |
| Mazzarino 5                          | Assist     | 7 Sosa                                |
| Ortner 12                            | Rimbalzi   | 10 Jurak                              |
| Andrea Trinchieri                    | Allenatori | Massimo Cancellieri                   |

| Arbitri: | Cerebuch (Trieste) Quacci (Cura Carpignano) Weidmann (Roma) |

|                                      |            |                                        |
| Hawkins 20 Mordente 15 Mancinelli 11 | Punti      | 18 Mark'oishvili 14 Mazzarino 13 Green |
| Mancinelli 4                         | Assist     | 4 Tabu                                 |
| Mačiulis 8                           | Rimbalzi   | 7 Marconato                            |
| Dan Peterson                         | Allenatori | Andrea Trinchieri                      |

| Arbitri: | Chiari (Ancona) Giansanti (Roma) Barni (Conegliano) |

|                                       |            |                                |
| Green, Leunen 13 Mazzarino 10 Micov 8 | Punti      | 23 Hackett 12 Collins 9 Lydeka |
| Green, Mazzarino 3                    | Assist     | 4 Collins                      |
| Green, Leunen 7                       | Rimbalzi   | 9 Lydeka                       |
| Andrea Trinchieri                     | Allenatori | Luca Dalmonte                  |

| Arbitri: | Taurino (Modena) Sardella (Rimini) Ramilli (Forlì) |

|                                         |            |                                 |
| Smith 19 Gentile, Skinner 14 Brunner 13 | Punti      | 17 Mazzarino 16 Leunen 13 Green |
| Brunner, Nicević, Smith 2               | Assist     | 2 Green, Mazzarino, Micov       |
| Skinner 14                              | Rimbalzi   | 5 Micov, Ortner, Šćekić         |
| Jasmin Repeša                           | Allenatori | Andrea Trinchieri               |

| Arbitri: | Cicoria (Milano) Filippini (Pisa) Weidmann (Roma) |

|                                               |            |                                |
| Mark'oishvili 16 Mazzarino, Ortner 13 Green 9 | Punti      | 19 P. Goss 12 Galanda 10 Talts |
| Leunen 5                                      | Assist     | 4 Demartini                    |
| Leunen 8                                      | Rimbalzi   | 5 Righetti, Serapinas          |
| Andrea Trinchieri                             | Allenatori | Carlo Recalcati                |

#### Playoff

##### Quarti di finale
I Quarti di finale si giocano al meglio delle 5 partite. La squadra con il miglior piazzamento in classifica al termine della stagione regolare gioca in casa gara-1, gara-2 e l'eventuale gara-5.
|   | Quarti di finale | G1 | G2 | G3 | G4 | G5 |
| - | ---------------- | -- | -- | -- | -- | -- |
| 2 | Pall. Cantù      | 78 | 67 | 75 | -  | -  |
| 7 | Pall. Varese     | 53 | 64 | 69 | -  | -  |

| Arbitri: | Cerebuch (Trieste) Mattioli (Pesaro) Barni (Conegliano) |

|                                                        |            |                                 |
| Mazzarino, Micov 14 Leunen, Mark'oishvili 11 Ortner 10 | Punti      | 14 Stipčević 9 Serapinas 6 Goss |
| Green 4                                                | Assist     | 3 Demartini, Goss, Stipčević    |
| Micov, Ortner 7                                        | Rimbalzi   | 7 Talts                         |
| Andrea Trinchieri                                      | Allenatori | Carlo Recalcati                 |

| Arbitri: | Lamonica (Roseto degli Abruzzi) Taurino (Modena) Duranti (Cascina) |

|                                 |            |                           |
| Mazzarino 24 Micov 14 Leunen 11 | Punti      | 13 Kangur 12 Slay 11 Goss |
| Green 3                         | Assist     | 5 Goss                    |
| Marconato 8                     | Rimbalzi   | 8 Kangur                  |
| Andrea Trinchieri               | Allenatori | Carlo Recalcati           |

| Arbitri: | Cicoria (Milano) Chiari (Ancona) Seghetti (Livorno) |

|                         |            |                                    |
| Goss 26 Slay 13 Talts 9 | Punti      | 19 Green, Leunen 15 Šćekić 7 Micov |
| Goss 4                  | Assist     | 4 Leunen                           |
| Kangur 7                | Rimbalzi   | 6 Green, Marconato                 |
| Carlo Recalcati         | Allenatori | Andrea Trinchieri                  |

##### Semifinali
Le Semifinali si giocano al meglio delle 5 partite. La squadra con il miglior piazzamento in classifica al termine della stagione regolare gioca in casa gara-1, gara-2 e l'eventuale gara-5.
|   | Semifinali     | G1 | G2 | G3 | G4 | G5 |
| - | -------------- | -- | -- | -- | -- | -- |
| 2 | Pall. Cantù    | 62 | 70 | 56 | 74 | -  |
| 3 | Olimpia Milano | 48 | 64 | 70 | 62 | -  |

| Arbitri: | Lamonica (Roseto degli Abruzzi) Chiari (Ancona) Seghetti (Livorno) |

|                               |            |                                          |
| Mazzarino 16 Green 10 Micov 8 | Punti      | 12 Greer, Hawkins 7 Pečerov 6 Mancinelli |
| Green 5                       | Assist     | 3 Hawkins                                |
| Micov 8                       | Rimbalzi   | 11 Rocca                                 |
| Andrea Trinchieri             | Allenatori | Dan Peterson                             |

| Arbitri: | Cerebuch (Trieste) Mattioli (Pesaro) Lo Guzzo (Catanzaro) |

|                                         |            |                         |
| Mazzarino 13 Leunen 12 Micov, Šćekić 11 | Punti      | 15 Greer 12 Rocca 8 Eze |
| Leunen 4                                | Assist     | 7 Greer                 |
| Green, Leunen, Ortner 6                 | Rimbalzi   | 9 Rocca                 |
| Andrea Trinchieri                       | Allenatori | Dan Peterson            |

| Arbitri: | Facchini (Massa Lombarda) Pozzana (Udine) Duranti (Cascina) |

|                                   |            |                                          |
| Hawkins 18 Greer 11 Mancinelli 10 | Punti      | 15 Šćekić 9 Micov 8 Marconato            |
| Hawkins 5                         | Assist     | 2 Green, Mark'oishvili, Mazzarino, Micov |
| Mancinelli, Rocca 8               | Rimbalzi   | 11 Šćekić                                |
| Dan Peterson                      | Allenatori | Andrea Trinchieri                        |

| Arbitri: | Sabetta (Termoli) Taurino (Modena) Filippini (Pisa) |

|                                              |            |                                        |
| Jaaber 17 Mancinelli, Rocca 11 Greer, Karl 7 | Punti      | 17 Green 12 Micov 11 Leunen, Mazzarino |
| Jaaber, Mancinelli 2                         | Assist     | 3 Leunen, Micov                        |
| Hawkins 7                                    | Rimbalzi   | 10 Micov                               |
| Dan Peterson                                 | Allenatori | Andrea Trinchieri                      |

##### Finale
La Finale si gioca al meglio delle 7 partite. La squadra con il miglior piazzamento in classifica al termine della stagione regolare gioca in casa gara-1, gara-2 e le eventuali gara-5 e gara-7.
|   | Finale          | G1  | G2 | G3 | G4 | G5 | G6 | G7 |
| - | --------------- | --- | -- | -- | -- | -- | -- | -- |
| 1 | Mens Sana Siena | 100 | 81 | 71 | 69 | 63 | -  | -  |
| 2 | Pall. Cantù     | 75  | 69 | 80 | 65 | 61 | -  | -  |

| Arbitri: | Facchini (Massa Lombarda) Sabetta (Termoli) Pozzana (Udine) |

|                                                                       |            |                                                      |
| McCalebb, Lavrinovič 15 Carraretto 13 Aradori, Kaukėnas, Michelori 10 | Punti      | 14 Mark'oishvili 12 Green, Mazzarino, Ortner 10 Tabu |
| Stonerook 4                                                           | Assist     | 4 Mark'oishvili                                      |
| Zīsīs 5                                                               | Rimbalzi   | 5 Micov, Ortner                                      |
| Simone Pianigiani                                                     | Allenatori | Andrea Trinchieri                                    |

| Arbitri: | Paternicò (Piazza Armerina) Taurino (Modena) Mattioli (Pesaro) |

|                                                 |            |                                                      |
| Lavrinovič 16 McCalebb 12 Hairston, Kaukėnas 10 | Punti      | 12 Šćekić 10 Leunen, Tabu 9 Mark'oishvili, Marconato |
| McCalebb 3                                      | Assist     | 6 Leunen                                             |
| Lavrinovič 4                                    | Rimbalzi   | 9 Šćekić                                             |
| Simone Pianigiani                               | Allenatori | Andrea Trinchieri                                    |

| Arbitri: | Cicoria (Milano) Cerebuch (Trieste) Begnis (Crema) |

|                                |            |                                               |
| Green 16 Mazzarino 15 Micov 14 | Punti      | 22 Lavrinovič 16 McCalebb 11 Lavrinovič, Moss |
| Leunen 4                       | Assist     | 4 McCalebb                                    |
| Marconato 7                    | Rimbalzi   | 6 Lavrinovič                                  |
| Andrea Trinchieri              | Allenatori | Simone Pianigiani                             |

| Arbitri: | Lamonica (Roseto degli Abruzzi) Sahin (Messina) Chiari (Ancona) |

|                                     |            |                                     |
| Šćekić 16 Green 13 Mark'oishvili 11 | Punti      | 21 McCalebb 18 Kaukėnas 9 Stonerook |
| Leunen 3                            | Assist     | 4 McCalebb, Stonerook               |
| Green 10                            | Rimbalzi   | 6 Stonerook                         |
| Andrea Trinchieri                   | Allenatori | Simone Pianigiani                   |

| Arbitri: | Facchini (Massa Lombarda) Sabetta (Termoli) Giansanti (Roma) |

|                                  |            |                             |
| Hairston 13 Zīsīs 12 Kaukėnas 11 | Punti      | 17 Micov 13 Green 11 Šćekić |
| Zīsīs 4                          | Assist     | 3 Micov                     |
| Hairston, Lavrinovič 6           | Rimbalzi   | 7 Leunen, Šćekić            |
| Simone Pianigiani                | Allenatori | Andrea Trinchieri           |

### Eurocup
Il sorteggio per la definizione della fase a gironi si è svolto a Barcellona il 14 ottobre 2010.
La prima fase della competizione si è svolta dal 16 novembre al 21 dicembre 2010 e Cantù è stata sorteggiata nel girone E così composto:
- Galatasaray
- Donar Groningen
- Pall. Cantù
- Panellīnios

Le prime due classificate accedono alla seconda fase: le Last 16.
La squadra di coach Trinchieri si è classificata al 3º posto, venendo così eliminata.

#### Regular season
| Arbitri: | Zamojski Perea Bardera |

|                              |            |                                    |
| Tabu 17 Mazzarino 12 Green 9 | Punti      | 15 Udrih 8 Brown 7 Bailey, Ostojić |
| Mark'oishvili 5              | Assist     | 3 Udrih                            |
| Ortner, Urbutis 6            | Rimbalzi   | 8 Byars                            |
| Andrea Trinchieri            | Allenatori | Athanasios Skourtopoulos           |

| Arbitri: | Hierrezuelo Anastopoulos Lepetić |

|                                |            |                             |
| Andrić 19 Rochestie 14 Kuqo 12 | Punti      | 14 Micov 10 Leunen 8 Ortner |
| Shumpert 5                     | Assist     | 3 Green, Micov              |
| Rančík 7                       | Rimbalzi   | 6 Leunen                    |
| Oktay Mahmuti                  | Allenatori | Andrea Trinchieri           |

| Arbitri: | García Gonzales Lovsin Cardus |

|                                          |            |                                 |
| Bostain 22 Turek 14 Dourisseau, Ellis 12 | Punti      | 18 Leunen 13 Mazzarino 11 Green |
| Bauscher 5                               | Assist     | 5 Green, Mazzarino              |
| Ellis 8                                  | Rimbalzi   | 9 Micov                         |
| Marco van den Berg                       | Allenatori | Andrea Trinchieri               |

| Arbitri: | Jungerbrand Foufis Dragojević |

|                                                              |            |                                         |
| Markoishvili 16 Mazzarino 11 Micov, Ortner, Tabu, Urbutis 10 | Punti      | 11 Dourisseau 10 Haryasz 6 Otten, Turek |
| Green, Leunen, Mazzarino 4                                   | Assist     | 3 Dourisseau                            |
| Leunen, Mark'oishvili, Ortner, Urbutis 5                     | Rimbalzi   | 6 Turek                                 |
| Andrea Trinchieri                                            | Allenatori | Marco van den Berg                      |

| Arbitri: | Vojinović Conde Milojević |

|                                 |            |                                 |
| Bailey 14 Ostojić 12 Sklavos 11 | Punti      | 15 Leunen 11 Ortner 9 Mazzarino |
| Đ. Ostojić, Papamakarios 3      | Assist     | 3 Green                         |
| Sklavos 10                      | Rimbalzi   | 5 Green, Micov, Ortner          |
| Athanasios Skourtopoulos        | Allenatori | Andrea Trinchieri               |

| Arbitri: | Pukl Perea Jojović |

|                                 |            |                                           |
| Leunen 17 Micov 16 Mazzarino 11 | Punti      | 14 Rochestie 12 Andrić, Rančík 8 Yıldırım |
| Micov 6                         | Assist     | 4 Rochestie                               |
| Marconato 10                    | Rimbalzi   | 7 Yıldırım                                |
| Andrea Trinchieri               | Allenatori | Oktay Mahmuti                             |

### Coppa Italia
Le Final Eight di Coppa Italia si sono tenute dal 10 al 13 febbraio al Palaolimpico di Torino e hanno visto la vittoria per la terza volta consecutiva della Mens Sana Siena.
| Arbitri: | Cicoria (Milano) Sahin (Messina) Duranti (Cascina) |

|                                 |            |                                  |
| Mazzarino 19 Leunen 14 Green 11 | Punti      | 15 Slaughter 12 Jurak 10 Salyers |
| Leunen 7                        | Assist     | 4 Sosa                           |
| Ortner 12                       | Rimbalzi   | 5 Suton                          |
| Andrea Trinchieri               | Allenatori | Massimo Cancellieri              |

| Arbitri: | Lamonica (Roseto degli Abruzzi) Paternicò (Piazza Armerina) Seghetti (Livorno) |

|                                 |            |                               |
| Mazzarino 21 Micov 18 Ortner 17 | Punti      | 22 Szewczyk 11 Dean 10 Thomas |
| Green, Micov 5                  | Assist     | 8 Green                       |
| Leunen 8                        | Rimbalzi   | 11 Szewczyk                   |
| Andrea Trinchieri               | Allenatori | Francesco Vitucci             |

| Arbitri: | Cerebuch (Trieste) Mattioli (Pesaro) Begnis (Crema) |

|                                                |            |                                      |
| Lavrinovič 21 Zīsīs 16 Carraretto, Kaukėnas 11 | Punti      | 16 Leunen 15 Green 11 Marconato      |
| Kaukėnas 5                                     | Assist     | 3 Green, N. Mazzarino, Micov, Ortner |
| Lavrinovič 6                                   | Rimbalzi   | 6 Leunen, Micov, Ortner              |
| Simone Pianigiani                              | Allenatori | Andrea Trinchieri                    |